# Тантал (син Бротея)
Тантал (дав.-гр. Τάνταλος,) — персонаж давньогрецької міфології. Також відомий як тантал Молодший і Тантал II. За Страбоном тотожній цареві Іардану.

## Життєпис
Належав до роду Танталідів. Син Бротея, сина Тантала Старшого. був чолвоіком Клітемнестри, доньки спартанського царя Тіндарея, від якої мав син. Проте Агамемном, цар міке і Аргосу, вбив Тантала та його новонародженого сина, після чого одружився з його вдовою.
За іншим міфом був сином мікенського царя Тієста, згодом сам став царем Піси в Еліді. За цим вже одружився з донькою спартанського царя.
Можливо тут відбилися події походів «народів моря», частиною яких були тіррени (предки лідійців). При русі на схід до них могли приєднати деякі ахейські вожді чи царі. разом з тим потужні міста-держави чинили спротив. За іншою версією тут могло відбитися протистояння Лідії (Меонії) з державою Аххіява або мікенськими ахейцями (сама ж Клітемнестра ймовірно тоді була з правлячого роду Аххіяви або зовсім не належала до ахейців) в Малій Азії як частина Троянської війни.